# 旧横浜ゴム平塚製造所記念館
旧横浜ゴム平塚製造所記念館（きゅうよこはまゴムひらつかせいぞうしょきねんかん）とは、神奈川県平塚市浅間町1-1-1の八幡山公園（平塚八幡宮横）にある国の登録有形文化財に登録された西洋館である。愛称は「八幡山の洋館」（はちまんやまのようかん）。

## 概要
もともと平塚市追分の横浜ゴム平塚製造所内の敷地に存在していたこの建物は、1912年（明治45年/大正元年）頃に無煙火薬を製造していた「日本火薬製造」（資料によっては『日本爆発物製造』とも）によって建造された。当時の最新建築デザインであったアーチ型の窓や塔屋が特徴である。その後1919年（大正8年）に日本火薬製造が海軍によって買収され「海軍火薬廠」となってからは主に将校クラブ（横須賀水交社）の応接室や娯楽室などとして利用された。
平塚空襲の際は焼失を免れたが、終戦後に火薬廠は進駐軍によって接収された。1950年（昭和25年）に接収解除されると旧火薬廠の土地・建物は横浜ゴムに払い下げられ、同社平塚製造所の会議室や応接室として利用されていた。1955年（昭和30年）の神奈川国体時においては昭和天皇の御休憩所としても利用された。
しかし老朽化や耐震性等の問題もあって2001年（平成13年）に横浜ゴムは平塚市に対し「建物を取り壊したい」と申し入れたが、建物を保存したい市側の意向もあり2004年（平成16年）4月に横浜ゴムから市に無償贈与を受けた。同年7月23日に国の登録有形文化財に登録された。その後丸3年をかけて解体・移築工事が行われ、2009年（平成21年）3月に八幡山公園への移設を完了、翌4月より一般公開された。夜間にはライトアップも行なわれる。入場は無料だが、会議室の利用は有料で事前予約が必要となっている。

## 移築復原後の建物
記念館：木造軸組平家建て195.11平方メートルと管理棟：重量鉄骨造平家建て120.11平方メートルに建築された。
- 設計・監理：平塚市都市整備部建築課（現:まちづくり事業部建築住宅課）
- 移築復原工事・管理棟工事施工（建築）：西山建設株式会社 （本社：神奈川県平塚市代官町）

## アクセス
平塚駅から徒歩15分、また神奈川中央交通「市役所前」バス停下車すぐ